# 德之島裔鼠
德之島刺鼠，棲息於日本鹿兒島縣德之島上的裔鼠，身長約15公分，身上長有像刺一樣的硬毛。
日本的「刺鼠」（裔鼠屬）棲息在沖繩本島、奄美大島和德之島3座島嶼，1980年代以後沖繩本島和奄美大島的裔鼠已經由學者證實分屬不同種類，德之島裔鼠則在2006年由日本京都大學靈長類研究所遠藤秀紀教授等人從DNA遺傳學的角度，以及頭骨等外型方面來證實為一種新物種。